# 佳任斯基
佳任斯基（羅馬化：Tyazhinskiy）是俄罗斯克麦罗沃州的市级镇、佳任斯基区行政中心，位于鄂毕河流域内基亚河支流佳任河（Тяжин）畔，地处克麦罗沃州东北部，在州府克麦罗沃东北。东偏南方有同属一区的市级镇伊塔茨基。
原为佳任村，后改设市级镇佳任斯基。该地2021年人口有9,569人；2010年人口11,120；2002年人口14,065；1989年人口12,405。